# Anselm Faust
Anselm Faust (* 24. Juli 1943 in Berlin) ist ein deutscher Historiker und Archivar.

## Leben
Faust studierte ab 1964 Geschichte und Politische Wissenschaften an der Universität Frankfurt am Main und der Universität München. Während seines Studiums war er als Redakteur der Frankfurter sowie der Münchner Studentenzeitung tätig. 1971 wurde er in München mit einer Arbeit über den Nationalsozialistischen Deutschen Studentenbund promoviert. Von 1971 bis 1982 arbeitete er als wissenschaftlicher Assistent am Lehrstuhl für Sozial- und Wirtschaftsgeschichte der Ruhr-Universität Bochum.
Danach arbeitete er als Archivar am Nordrhein-Westfälischen Staatsarchiv in Düsseldorf.
Seine Forschungsschwerpunkte sind die Wirtschafts-, Sozial-, Universitäts- und Studentengeschichte des 19. und 20. Jahrhunderts.

## Schriften (Auswahl)
- Der Nationalsozialistische Deutsche Studentenbund. 2 Bände, Schwann, Düsseldorf 1973.
- Arbeitsmarktpolitik im deutschen Kaiserreich. Arbeitsvermittlung, Arbeitsbeschaffung und Arbeitslosenunterstützung 1890–1918 (= Vierteljahrschrift für Sozial- und Wirtschaftsgeschichte. Beihefte, Nr. 79). Steiner, Stuttgart 1986.

Herausgeberschaft
- Vom Arbeitsmarkt zum Arbeitseinsatz 1933–1945. Dokumente zur Arbeitsmarktpolitik im nördlichen Rheinland und in Westfalen. Böhlau, Köln 2023, ISBN 978-3-412-52504-0.
- mit Bernd-A. Rusinek und Burkhard Dietz (Bearb.): Lageberichte rheinischer Gestapostellen. 3 Bände,  Droste, Düsseldorf 2012–2016.
  - Band 1: 1934. ISBN 978-3-7700-7638-3.
  - Band 2.1: Januar – Juni 1935. ISBN 978-3-7700-7643-7.
  - Band 2.2: Juli – Dezember 1935. ISBN 978-3-7700-7646-8.
  - Band 3.1: Januar – März 1936. ISBN 978-3-7700-7647-5.
- Politik im Bild. Fotos aus dem Landesarchiv Nordrhein-Westfalen, Abteilung Rheinland. Aschendorff, Münster 2011, ISBN 978-3-402-12886-2.
- Nordrhein-Westfalen. Landesgeschichte im Lexikon. Patmos, Düsseldorf 1993; 2. Auflage, 1994, ISBN 3-491-34230-9.